# Subtranstillaspis hypochloris
Subtranstillaspis hypochloris är en fjärilsart som beskrevs av Edward Meyrick 1932. Subtranstillaspis hypochloris ingår i släktet Subtranstillaspis och familjen vecklare. Inga underarter finns listade i Catalogue of Life.